# Andromeda Conquest
Andromeda Conquest — пошаговая стратегическая компьютерная игра, разработанная и выпущенная американской компанией Avalon Hill в 1982 году для платформ Apple II, Commodore PET, TRS-80, Atari 8-bit и MS-DOS. В Великобритании игра была издана компанией Eclipse в 1984 году для компьютера Commodore 64.
Andromeda Conquest является научно-фантастической игрой о покорении галактики цивилизацией недавно открывшей технологию межзвёздных перелётов. Игрок выполняет роль предводителя империи, в чьи обязанности входит управление космическим флотом, ведение боевых действий, распределение ресурсов, исследование звездных систем и их колонизация.
Игра была хорошо воспринята компьютерной и игровой прессой. Критики хвалили Andromeda Conquest за интересный многопользовательский режим, но при этом отмечали, что бедная графика и долгие партии могут понравится не всем пользователям. Ретроспективно игру относят к жанру 4X (англ. eXplore, eXpand, eXploit, and eXterminate), хотя сам этот термин появился только в 1993 году. В обзорах истории 4X-стратегий её отмечают как самую раннюю полноценную представительницу этого направления.

## Сюжет и игровая вселенная
Каждый игрок выполняет роль абсолютного правителя собственного вида, ведущего свою цивилизацию к покорению галактики. К этому привело два события произошедших до начала игрового повествования одновременно: становление игрока императором звёздной системы и изобретение его цивилизацией технологии передвижения быстрее скорости света.
Галактика населена различными формами жизни, как нейтральными, так и управляемыми игроками. Всего на выбор игроку предоставляется девять форм жизни, среди которых гуманоиды (англ. humanoid), инсектоиды (англ. insectoid), роботы (англ. robotic) и другие. Звёздные системы могут быть как населёнными, так и безжизненными. В зависимости от числа игроков, в игре от 12 до 48 звёздных систем.

## Игровой процесс

Игровой процесс. Интерфейс игры на этапе распределения ресурсов.

Игровой процесс заключается в расширении галактической империи, через колонизацию звёздных систем и управление экономикой. Звёздные системы отличаются друг от друга определённым набором параметров: звёздной величиной, количеством ресурсов, ценой колонизации, наличием или отсутствием жизни, технологическим уровнем обитателей, а также их покладистостью. Показателем защищенности системы является сумма двух последних параметров. В начале партии в распоряжении игрока находится одна звёздная система на шестом уровнем технологии. Чем ближе звёздная величина колонизируемой системы к величине родной звезды, тем легче её колонизировать. Системы с уровнем технологии выше седьмого захватить невозможно.
В игре есть три типа кораблей: маленькие и дешёвые военные корабли «Рама» (англ. Rama), незащищенные колонизационные транспортные корабли «Эхо» (англ. Echo) и большие, но при этом дорогие военные крейсеры «Нова» (англ. Nova), способные уничтожать целые звёздные системы.
Каждый ход делится на три фазы: распределение ресурсов, формирование космического флота и раздача команд флоту. В первой фазе игрок может потратить имеющиеся ресурсы на создание новых колоний, корабли или оборону. Колонизировать системы можно в том случае, если на это хватает ресурсов и в ней находится хотя бы один корабль «Эхо». Все неизрасходованные во время хода ресурсы сгорают. Во второй фазе есть возможность создать флотилии из имеющихся кораблей. В фазе управления флотом игрок может дать команду атаковать защиту звёздной системы или вражеский флот, исследовать планету или флот, отправить флотилию в другой участок галактики, а также соединить находящие рядом флотилии вместе.
В игре присутствует как однопользовательский, так и многопользовательский режимы. Цель одиночной игры — захватить 10 звездных систем за минимальное количество ходов. Многопользовательская игра возможна до 4 игроков, и условием её победы является удержание одним из игроков 10 звёздных систем в течение одного хода, либо если уничтожение родных систем противников. Условия победы в многопользовательской игре можно изменить, понизив количество систем, которые необходимо удерживать для победы.

## Разработка
Andromeda Conquest разрабатывалась в Microcomputer Games — подразделении Avalon Hill, образованном в 1980 году для создания компьютерных игр. Авторство самой игры и её реализации для Apple II принадлежит Дэвиду Петерсону. Версию для Atari написал Пол Граначелли, для TRS-80 — Эрик Андерсон, а для IBM и Commodore — Дэвид Кулджит. Игра была написана на языке Бейсик.
Оформлением коробки с игрой и графикой занимался специализирующийся на исторической иллюстрации и настольных играх художник Чарльз Киблер. В комплект с игрой вошло напечатанное на бумаге игровое поле, а также пустая таблица, предназначенная для записи информации об исследованных звёздных системах.

## Отзывы и влияние
Брайан Мёрфи из журнала Creative Computing высоко оценил играбельность Andromeda Conquest в многопользовательском режиме, а также её стратегическую составляющую. При этом он подчеркнул, что графика в игре невпечатляющая, а однопользовательский режим скучный. В заключение своей рецензии, Мёрфи заявил, что игра будет хорошим развлечением, если в неё играть втроём или вчетвером. Обозреватель Computer Gaming World Флойд Мэтьюс написал Andromeda Conquest положительный отзыв, охарактеризовав игру, как относительно простую, но захватывающую. Тем не менее он отметил, что графика в игре минимальная, а одна партия на четырёх человек способна продлиться до десяти часов, что может разочаровать игроков, привыкших к цветным и быстрым аркадам. М. Иван Брукс из того же издания в ретроспективном обзоре научно-фантастических игр поставил Andromeda Conquest 2 звезды из 5 возможных, сравнив её с вышедшей годом позже, но при этом более сложной Reach for the Stars.
Журналист сайта Gamespot Брюс Герик в своей статье об истории жанра космических 4X-стратегий отметил, что Andromeda Conquest, несмотря на примитивный игровой процесс, полностью попадает под определение 4X-стратегии и тем самым является одой из прародительниц жанра.